# Bisdom Meta
Het bisdom Meta (Latijn: Diocesis Metensis) (5e eeuw – 7e eeuw) was een bisdom in de provincie Numidië van het West-Romeinse Rijk, alsook, nadien, in het Vandalenrijk in Noord-Afrika. De plek ligt heden in Algerije.

## Historiek
Historici nemen aan dat de Romeinse stad Meta zich bevond nabij de grotere Romeinse stad Badias, in het zuiden van de Numidië. Vandaag valt dit te situeren in Zuid-Algerije. De stad en zijn hinterland kregen van de archeologen soms de naam Mita, soms de naam Midas. Het gaat om talrijke en erg verspreide Romeinse ruïnes die zij her en der ontdekten in Zuid-Algerije. Het ontstaan van dit West-Romeins bisdom vond plaats circa het jaar 411. Toen waren er zelfs 2 bisschoppen in Meta: één was katholiek en de andere bisschop was een donatist. 
Na het Romeins bestuur kwam er Vandaals bestuur. Koning Hunerik stuurde Felicianus, bisschop van Meta, in ballingschap (484). Nadien bleef het bisdom bestaan tot de val van het Vandalenrijk door de islamitische veroveringen (7e eeuw). In wat eens de Romeinse stad Meta was, trokken overigens Berbers in.

## Titulair bisdom
Sinds de 20e eeuw hanteert de Rooms-katholieke kerk Meta als een titulair bisdom of zelfs een titulair aartsbisdom. Enkele prelaten met deze titel zijn, onder meer, Franjo Kuharić, Audrys Juozas Bačkis en Antonio María Javierre.